# Leinenlegge

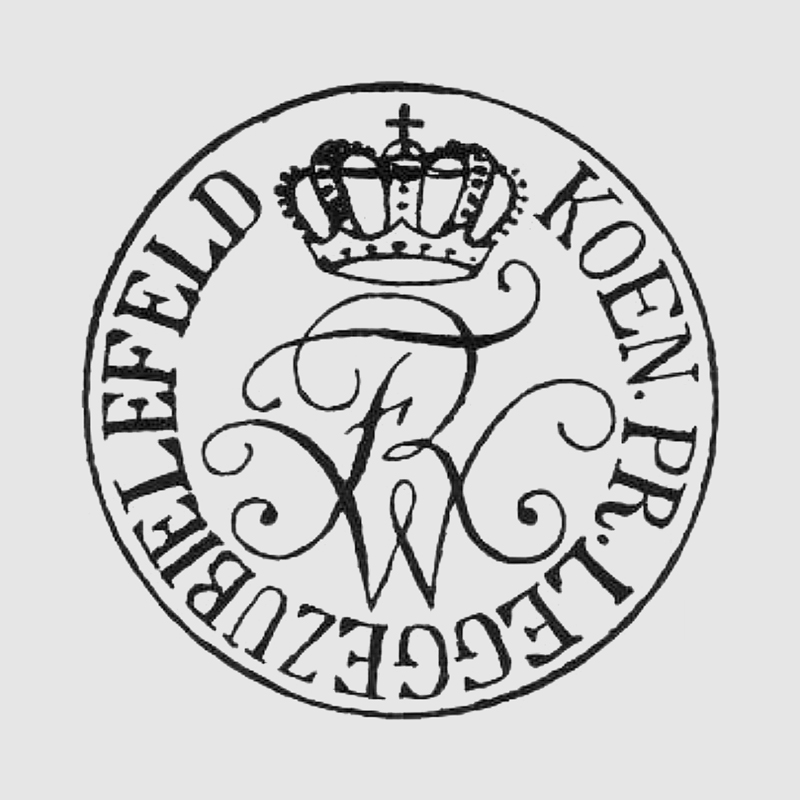
Siegel der Leinenlegge Bielefeld

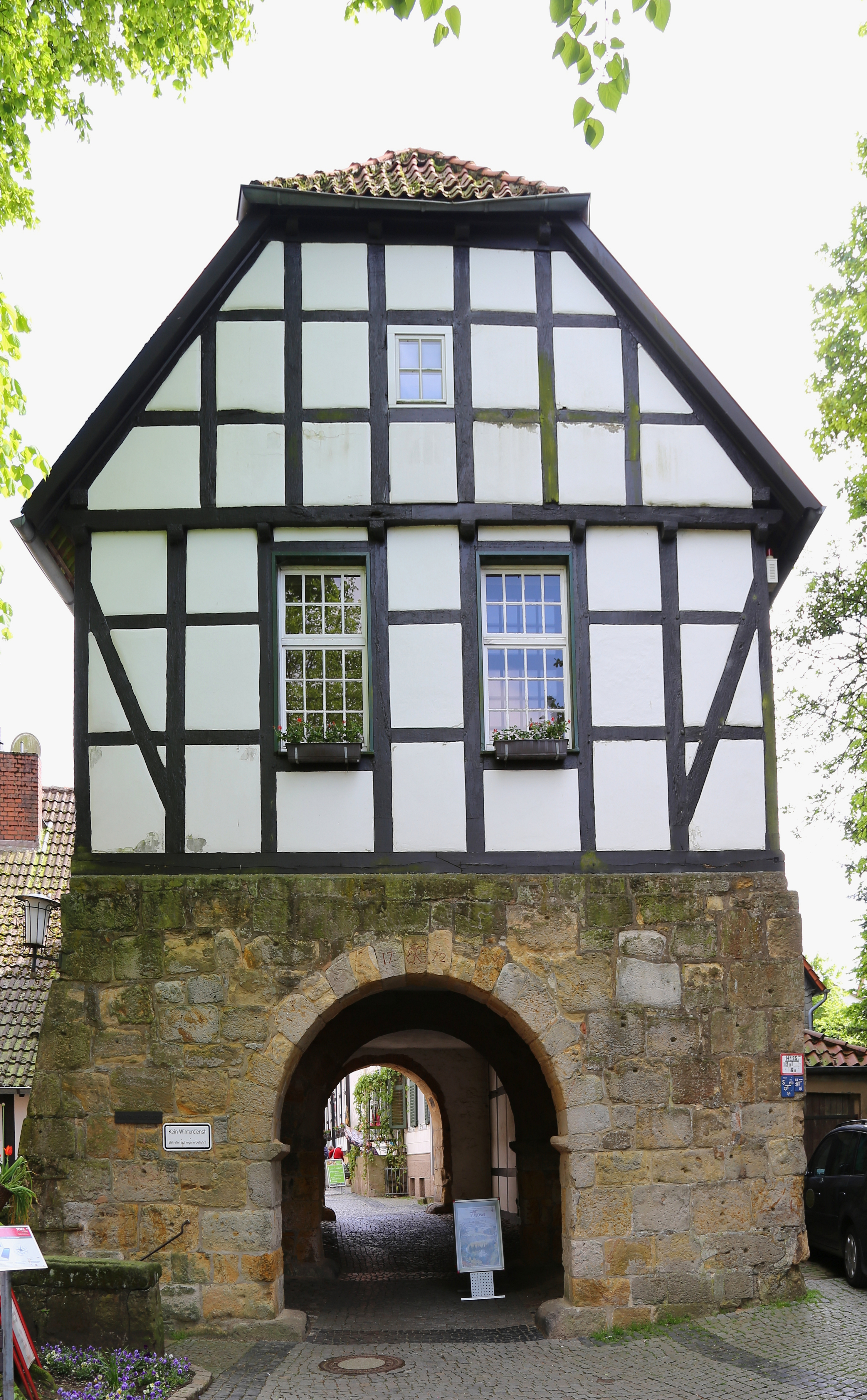
Als Torhaus errichtete ehemalige Legge in Tecklenburg.

Legge (von niederdeutsch Lege bzw. (Ab)Lage), auch verdeutlichend: Leinen- bzw. Linnenlegge, in Nordwestdeutschland (Westfalen und angrenzenden Gebieten) ist eine ehemals gebräuchliche Bezeichnung für zentral eingerichtete Leinenprüf- und -sammelstellen. Sie wurden eingerichtet, um eine gleichmäßige Qualität der auf dem Lande produzierten Leinwand zu gewährleisten und so das Vertrauen in die an dem jeweiligen Handelsplatz angebotene Ware zu stärken. Die zum Verkauf in die Stadt gebrachte Leinwand musste den Leggemeistern auf langen Tischen zur Prüfung von Maß und Qualität vorgelegt werden und bekam nach bestandener Beschau als Prüfnachweis einen Farbstempel. Diese Leg(e)stellen wurden in vielen Fällen (Bielefeld, Osnabrück, Tecklenburg) zu regelrechten Warenbörsen, weil die zentral an Ort und Stelle zusammengeführte Ware den Handel anzog. Da das Leggensystem zugleich konkurrierenden Handel im Territorium ausschloss (Monopol), kam ihm eine beträchtliche Wirkung für den örtlichen Wohlstand zu. Durch die Zuordnung der zumeist in ländlicher Hausfertigung stattfindenden Leinenproduktion zu städtischen Leggen wurde zugleich die Verbindung Land–Stadt im jeweiligen Gebiet enger geknüpft.

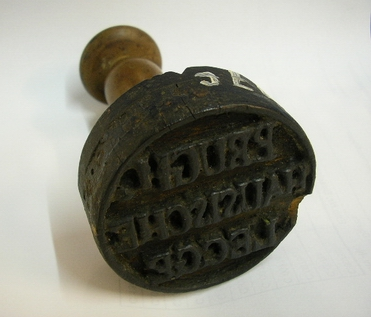
Stempel für "BRUCHHAUSISCHE LEGGE", Holz. In Bremen im 19. Jahrhundert als Fälschung beschlagnahmtes Exemplar, Focke-Museum.

Im 18. Jahrhundert begann die Bedeutung der Leggen zurückzugehen. Obwohl von den Territorialherren teilweise selbst noch in nachnapoleonischer Zeit versucht wurde, das Leggensystem zur Hebung der heimischen Wirtschaft (wieder) einzuführen, war mit dem Niedergang der häuslichen Leinenherstellung im Zuge der Mechanisierung bzw. Industrialisierung der Leinenherstellung auch der Niedergang der Leggen besiegelt.